# Słup graniczny spod Szprotawy

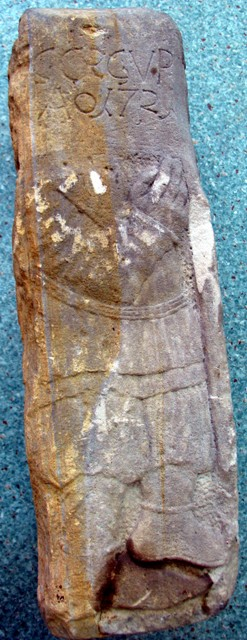
Słup graniczny

Słup graniczny spod Szprotawy – zabytkowy słup graniczny, wykonany z bloku piaskowca o wymiarach 78,5x23,5x21,5 cm. Jego cztery boczne ściany ozdobiono rytymi symbolami. Jeden z nich przedstawia motyw roślinny z twarzą, drugi i trzeci ludzką postać, natomiast czwarty herb z dwugłowym orłem ponad głową osła. Wyrzeźbiono go pod koniec XVI wieku.
Jak wskazują wyryte na słupie inskrypcje, został on wykorzystany wtórnie w 1721 r., wtedy też przekuto jego górną partię. Inskrypcja na jednej ze ścian „C+S” została zidentyfikowana jako „Coenobium Sprottaviensis”, czyli „należące do szprotawskiego klasztoru”. Na ścianie przeciwległej skrót „GCRGVP” odnosił się do hrabiego Georga Christopha von Proskau – pana na Przemkowie. W 1721 r. dobra klasztorne graniczyły z ziemiami hrabiego w lesie pomiędzy Kartowicami a Witkowem (obie w gminie Szprotawa).
Literatura niemiecka lokuje słup w tym lesie, przez który przebiegała również granica pomiędzy księstwami głogowskim a żagańskim, a wraz z nią słynne Wały Śląskie.
Słup odnaleziono w 2009 r. na strychu Liceum Ogólnokształcącego w Szprotawie, a w 2010 r. został on zdeponowany w Muzeum Ziemi Szprotawskiej. Stanowi unikatowy zabytek tego typu w regionie.
Ze względu na wysoką wartość historyczną i artystyczną w 2011 r., na wniosek Towarzystwa Bory Dolnośląskie, został wpisany do rejestru zabytków ruchomych na mocy decyzji Lubuskiego Wojewódzkiego Konserwatora Zabytków i jest eksponowany w Muzeum Ziemi Szprotawskiej.